# Strambinello
Strambinello é uma comuna italiana da região do Piemonte, província de Turim, com cerca de 258 habitantes. Estende-se por uma área de 2 km², tendo uma densidade populacional de 129 hab/km². Faz fronteira com Vistrorio, Quagliuzzo, Baldissero Canavese, Torre Canavese.

## Demografia
| Variação demográfica do município entre 1861 e 2011                               |
|                                                                                   |
| Fonte: Istituto Nazionale di Statistica (ISTAT) - Elaboração gráfica da Wikipedia |